# Semblant
Semblant – brazylijska grupa muzyczna wykonująca melodic death metal. Powstała w 2006 roku w mieście Kurytyba w prowincji Parana z inicjatywy wokalisty Sergio Mazul oraz klawiszowca J. Augusto. Współpracuje z wytwórnią Davida Ellefsona (z zespołu Megadeth) EMP Label Group, która wydała najnowszy album "Lunar Manifesto".
W pierwszych latach istnienia grupa zagrała kilka koncertów w Brazylii w zmiennym składzie. Na liście znalazła się również pierwsza wokalistka zespołu – Katia Shakath, z którą grupa nagrała album "Last Night of Mortality". W połowie 2010 roku zastąpiła ją Mizuho Lin. Od tamtej pory zespół stopniowo zaczął zdobywać sławę na scenie zarówno krajowej, jak i międzynarodowej. Latem 2016 roku grupa odbyła trasę koncertową po Stanach Zjednoczonych.

## Dyskografia

### Albumy studyjne
| Tytuł                   | Dane dot. albumu                                                                             |
| ----------------------- | -------------------------------------------------------------------------------------------- |
| Last Night of Mortality | - Data: 22 maja 2010 - Wydawca: Free Mind Records - Formaty: CD, download digital            |
| Lunar Manifesto         | - Data: 11 lipca 2014 - Wydawca: Shinigami / EMP Label Group - Formaty: CD, download digital |

### Single / EPs
- Behold the Real Semblant (2008)
- Behind the Mask (2011)

### Teledyski
- "Sleepless" (2010)
- "What Lies Ahead" (2015)
- "Dark of the Day" (2015)
- "Incinerate" (2017)
- "Mere Shadow" (2020)

## Obecny skład zespołu
- Sergio Mazul – wokal (od 2006)
- J. Augusto – klawisze (od 2006)
- Mizuho Lin – wokal (od 2010)
- Sol Perez – gitara (od 2011)
- Juliano Ribeiro – gitara (od 2011)
- Thor Sikora – perkusja (od 2013)

## Byli członkowie zespołu
- Katia Shakath – wokal (do 2010)